# Build-Operate-Transfer
Build-Operate-Transfer (ou BOT) é uma forma de financiamento de projetos onde a iniciativa privada recebe a licença do setor público para financiar, projetar, construir e operar uma instalação por um período determinado, após o qual o controle é transferido de volta para a administração pública. Antes da transferência, a instituição privada possui permissão para estabelecer tarifas de uso e arrendar os estabelecimentos de forma a recuperar os investimentos iniciais, além de compensar os custos operacionais e de manutenção do projeto. 
Alguns países utilizam esse sistema, como Japão, Taiwan, Malásia, Filipinas e Hong Kong. No Brasil esse sistema também tem sido muito utilizado desde a regulamentação da Lei das Concessões, sendo que o setor de transmissão de energia é o exemplo mais notório, com leilões anuais recorrentes. No entanto, em países como Canadá e Nova Zelândia, o termo usado é Build-Own-Operate-Transfer (ou
BOOT). O sistema BOT é utilizado, por exemplo, para a melhoria da infra-estrutura dos transportes, como aeroportos, portos e rodovias, pois os investimentos em tal setor são geralmente muito dispendiosos.